# I liga słowacka w piłce nożnej (2009/2010)
W sezonie 2009/2010 rozegrano 17. edycję drugiej klasy rozgrywkowej piłki nożnej na Słowacji po rozdziale Czechosłowacji.

## Zespoły
W I lidze sezonu 2009/2010 wystartowało 12 zespołów – zwycięzca uzyskał awans do Superligi. 
Po rozegraniu meczów 5. kolejki z rozgrywek wycofała się drużyna ŽP Šport Podbrezová. Władze klubu umotywowały tę decyzję stronniczym sędziowaniem na niekorzyść Podbrezovej w spotkaniu tejże kolejki (1:1 z FK Púchov) i wielu poprzednich. W konsekwencji Unia Klubów Ligowych na nagłym posiedzeniu 14 sierpnia 2009 roku, anulowała wyniki wycofanej drużyny. ŽP Šport Podbrezová traktowana była jako jedna z 2 drużyn strefy spadkowej. Sam klub został wykluczony z Unii Klubów Ligowych i Pucharu Słowacji 2009/2010.
W lutym 2010 Malezyjski Związek Piłki Nożnej zwrócił się do Unii Klubów Ligowych z propozycją organizacji meczów między reprezentacją Malezji U-21 z drużynami, które w poszczególnych kolejkach rundy wiosennej miały pauzować z powodu wycofania się Podbrezovej z rozgrywek. Pomysł związany był z trzymiesięcznym zgrupowaniem tej reprezentacji w kompleksie treningowym klubu FC ViOn Zlaté Moravce (przygotowanie do Igrzysk Olimpijskich 2012). Na proponowane rozwiązanie zgodzili się przedstawiciele wszystkich klubów I ligi. Reprezentacja Malezji U-21 rozgrywała swoje mecze w Zlatych Moravcach w ramach kolejek, w których miejscowa drużyna udawała się na mecze wyjazdowe, w pozostałych przypadkach grała na boiskach przeciwników.
22 marca 2010 wykluczono z rozgrywek drużynę Mesto Prievidza z powodu nierozegrania przez nią 3 kolejnych meczów ligowych. Wyniki zespołu z sezonu 2009/2010 zostały anulowane, a w rozgrywkach I ligi pozostało już tylko 10 uczestników, przy czym Mesto Prievidza, podobnie jak wcześniej ŽP Šport Podbrezová, była traktowana jako jedna z 2 drużyn strefy spadkowej. Klub został wykluczony z Unii Klubów Ligowych, a jego I drużyna została rozwiązana (w kolejnym sezonie mogła wystąpić w II lidze).
| Uczestnicy poprzedniej edycji                                                                                 | Uczestnicy poprzedniej edycji | Uczestnicy poprzedniej edycji | Uczestnicy poprzedniej edycji |
| --- | ----------------------------- | ----------------------------- | ----------------------------- |
| TRE | AS Trenczyn                   | 2                             |                               |
| ŽŠP | ŽP Šport Podbrezová           | 3                             |                               |
| LAF | LAFC Łuczeniec                | 4                             |                               |
| RSO | MŠK Rymawska Sobota           | 5                             |                               |
| MPR | Mesto Prievidza               | 6                             |                               |
| SDŠ | Slovan Duslo Šaľa             | 7                             |                               |
| RUŻ | MFK Rużomberk B               | 8                             |                               |
| ZMI | Zemplín Michalovce            | 9                             |                               |
| Spadek z Superligi 2008/2009                                                                                  |                               |                               |                               |
| ZLM | FC ViOn Zlaté Moravce         | 12                            |                               |
| Awans z II ligi 2008/2009                                                                                     |                               |                               |                               |
| grupa wschód                                                                                                  |                               |                               |                               |
| DKN | MFK Dolny Kubin               | 1                             |                               |
| TLM | Tatran Liptowski Mikułasz     | 2                             |                               |
| grupa zachód                                                                                                  |                               |                               |                               |
| PÚC | FK Púchov                     | 1                             |                               |
| Oznaczenia: - kolumna pierwsza – skróty nazw drużyn, - kolumna trzecia – miejsce zajęte w poprzednim sezonie. |                               |                               |                               |

Po poprzednim sezonie do II ligi spadły: 1. HFC Humenné (10.), MFK Koszyce B (11.), DAC Dunajská Streda B (12.).
Uwaga: Z powodu problemów finansowych 1. HFC Humenné został zgłoszony w sezonie 2009/2010 do grupy wschodniej II ligi. Jego miejsce zajął wicemistrz tej grupy sezonu 2008/2009 – Tatran Liptowski Mikułasz.

## Tabela
| Lp. | Drużyna                       | M  | Z  | R  | P  | Bramki | Bramki | Różn. | Pkt | Uwagi              |
| --- | ----------------------------- | -- | -- | -- | -- | ------ | ------ | ----- | --- | ------------------ |
| 1   | FC ViOn Zlaté Moravce (M) (A) | 27 | 18 | 5  | 4  | 54     | 21     | +33   | 59  | Awans do Extraligi |
| 2   | AS Trenczyn                   | 27 | 13 | 11 | 3  | 53     | 21     | +32   | 50  |                    |
| 3   | FK Púchov                     | 27 | 15 | 5  | 7  | 38     | 31     | +7    | 50  |                    |
| 4   | LAFC Łuczeniec                | 27 | 10 | 8  | 9  | 36     | 28     | +8    | 38  |                    |
| 5   | MFK Dolny Kubin               | 27 | 10 | 7  | 10 | 39     | 31     | +8    | 37  |                    |
| 6   | Zemplín Michalovce            | 27 | 8  | 6  | 13 | 23     | 33     | −10   | 30  |                    |
| 7   | MFK Rużomberk B               | 27 | 8  | 5  | 14 | 23     | 45     | −22   | 29  |                    |
| 8   | MŠK Rymawska Sobota           | 27 | 7  | 7  | 13 | 21     | 36     | −15   | 28  |                    |
| 9   | Tatran Liptowski Mikułasz     | 27 | 7  | 5  | 15 | 27     | 42     | −15   | 26  |                    |
| 10  | Slovan Duslo Šaľa             | 27 | 4  | 11 | 12 | 15     | 41     | −26   | 23  |                    |
| –   | ŽP Šport Podbrezová1 (S)      | 0  | 0  | 0  | 0  | 0      | 0      | 0     | 0   | Spadek do II ligi  |
| –   | Mesto Prievidza2 (S)          | 0  | 0  | 0  | 0  | 0      | 0      | 0     | 0   | Drużyna rozwiązana |

## Najlepsi strzelcy
| Bramki | Piłkarz        | Drużyna               |
| ------ | -------------- | --------------------- |
| 16     | Karol Pavelka  | FC ViOn Zlaté Moravce |
| 13     | Peter Kuračka  | FC ViOn Zlaté Moravce |
| 11     | Patrik Čarnota | MFK Dolny Kubin       |

Źródło: Pluska.sk